# Orinoco-agoeti
De Orinoco-agoeti (Dasyprocta guamara) is een zoogdier uit de familie van de agoeti's en acouchy's (Dasyproctidae). De wetenschappelijke naam van de soort werd voor het eerst geldig gepubliceerd door Ojasti in 1972.

## Voorkomen

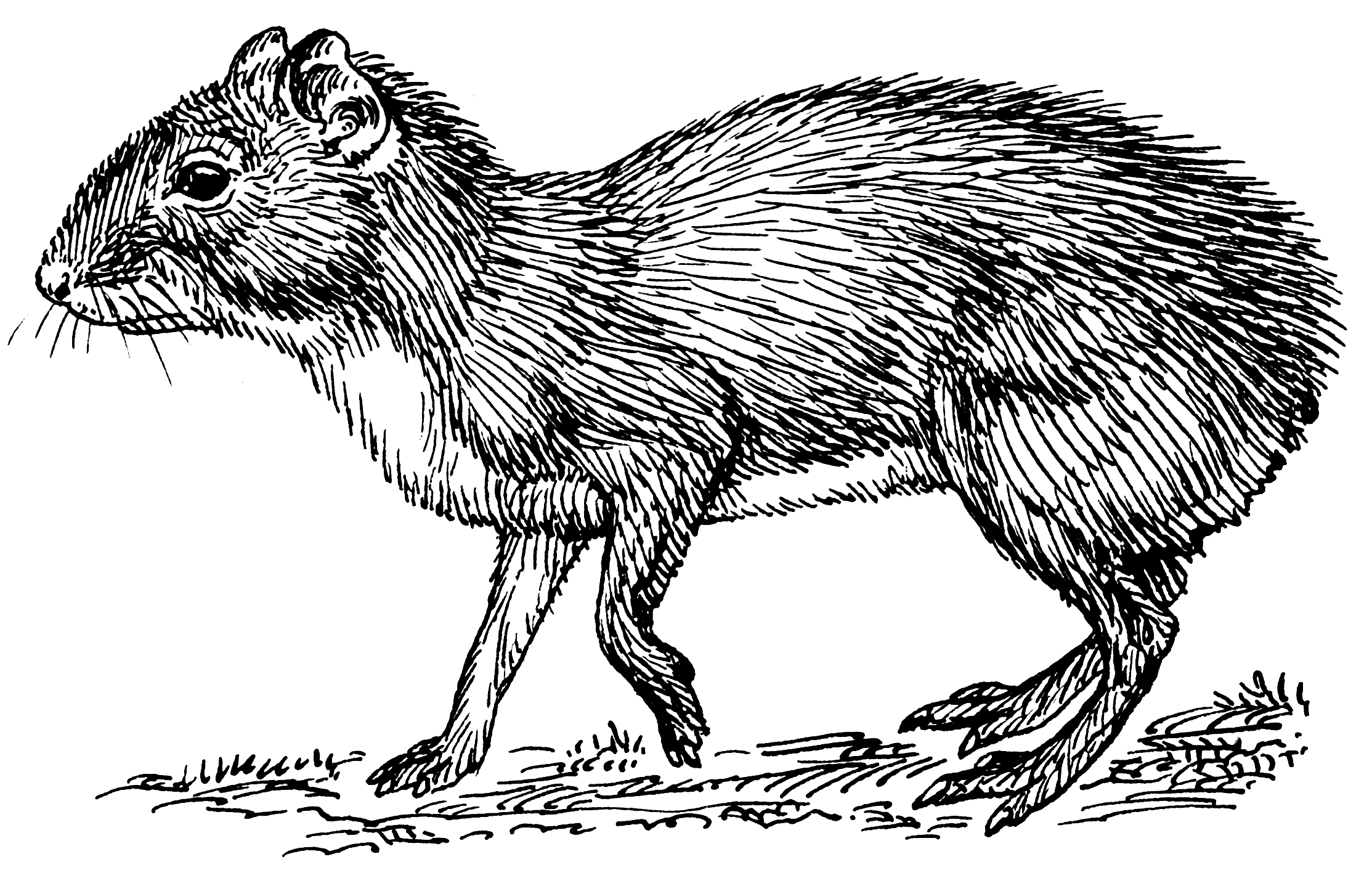
Agouti

De soort komt voor in Venezuela.